# 福祉 (教科)
教科「福祉」（ふくし、Department of welfare）は、産業としての福祉の各分野に関する知識と技術を習得させることなどを目的とする教科。後期中等教育（高等学校、中等教育学校の後期課程、特別支援学校の高等部）における専門教育に関する各教科（専門教科）の1つである。1999年告示の高等学校学習指導要領により、2003年入学生より、専門教科として追加された（特別支援学校高等部（知的障害者を教育領域とした学校）については、2009年告示の特別支援学校高等部学習指導要領により、2010年入学生より一部先行実施の上で、全面的には2013年度入学生より追加された）。

## 概要
教科「福祉」は、「福祉に関する学科」（福祉学科）や、「総合学科」などで主に開講・学習される。
教科「福祉」に属する科目の数は7（2013年入学者より、学年進行で9科目となる）にのぼり、そのいくつかと普通教科を組み合わせて教育課程を編成することで、主に専門学科や総合学科においては、学科の特色が活きるように配慮されている。
特別支援学校高等部学習指導要領上、知的障害に関する教育を行う特別支援学校では、2013年度高等部入学者・進学者より、年次進行で教科「福祉」が追加の対象となり、各学校の実態に応じて導入されることになっている。
なお、高等学校学習指導要領改訂（2013年度より学年進行にて施行）による科目変更、および特別支援学校高等部学習指導要領新設（2010年度より一部先行実施、2013年度より学年進行により全面施行）により知的障害を教育領域とする特別支援学校の教科（及び専門学科）に「福祉」が追加されたことに伴い、2011年度大学入学生より、施行規則の一部改定に伴って、教職課程における「教科に関する科目」で規定する科目カテゴリに大幅な変更が生じている（旧来は5科目区分であったが、追加により新たなものは7科目区分となり、それぞれに包括されるべき内容についても、課程認定上追加科目へ異動対象となったものもある）。

## 教科の目的
社会福祉に関する基礎的・基本的な知識と技術を総合的、体験的に習得させ、社会福祉の理念と意義を理解させるとともに、社会福祉に関する諸課題を主体的に解決し、社会福祉の増進に寄与する創造的な能力と実践的な態度を育てる。

## 科目

### 平成11年告示指導要領上の科目
- 「福祉に関する学科」における「原則履修科目」（2科目）
  - 「社会福祉基礎」「社会福祉演習」
- 「福祉に関する学科」における「共通的な基礎科目」（1科目）
  - 「福祉情報処理」
- 「福祉に関する学科」における「選択的な基礎科目」 (4科目)
  - 「基礎介護」「社会福祉実習」「社会福祉援助技術」「社会福祉制度」

#### 経過措置中の科目
- 社会福祉士及び介護福祉士法の一部改正に伴う新しい介護福祉士養成制度の開始に伴い、平成21年告示学習指導要領の先行実施として2009年4月より次の科目が追加された（必要に応じて、2009年度入学生より年次進行にて先行実施）。よって、2009年4月入学者から2012年4月入学者については、上記の科目に追加され、重畳状態となっているため、暫定的に15科目の形となっていた。
  - 「介護福祉基礎」、「コミュニケーション技術」、「生活支援技術」、「介護過程」、「介護総合演習」、「介護実習」、「こころとからだの理解」、「福祉情報活用」

### 平成21年告示指導要領上の科目
- 平成21年告示学習指導要領における科目(9科目)…2013年度入学生より年次進行で実施
  - 「社会福祉基礎」（「(旧)社会福祉基礎」と「社会福祉制度」を統合）[2]、「介護福祉基礎」（「基礎介護」より改称）、「コミュニケーション技術」（「社会福祉援助技術」より改称）、「生活支援技術」（新設）、「介護過程」（新設）、「介護総合演習」（「社会福祉実習」より改称）、「介護実習」（「社会福祉実習」より改称）、「こころとからだの理解」（新設）、「福祉情報活用」（「福祉情報処理」より改称）
  - 平成21年告示指導要領上の原則必履修科目は、「社会福祉基礎」と「介護総合演習」の2科目となる。

### 平成30年告示指導要領上の科目
- 平成30年告示学習指導要領における科目(9科目)…2022年度入学生より年次進行で実施（ただし、社会福祉士及び介護福祉士法の一部改正により、2019年度～2021年度入学者については、暫定的に先行実施が可能）
  - 「社会福祉基礎」、「介護福祉基礎」、「コミュニケーション技術」、「生活支援技術」、「介護過程」、「介護総合演習」、「介護実習」、「こころとからだの理解」、「福祉情報」（「福祉情報活用」より改称）
  - 平成30年告示指導要領上の原則必履修科目は、「社会福祉基礎」と「介護総合演習」の2科目となる。

## 福祉に関する学科
福祉に関する学科（ふくしにかんするがっか）は、高等学校設置基準（平成16年文部科学省令第20号）に規定されている専門教育を主とする学科の1つ。専門教科「福祉」に属する科目のうち「社会福祉基礎」及び「社会福祉演習」が、高等学校学習指導要領（平成11年文部省告示第58号）により原則履修科目として指定されている。特別支援学校高等部学習指導要領においても、原則的にはこれに準ずる。

### 学科例
「福祉に関する学科」の例としては次のようなものがある。
- 福祉科

### 履修科目例
「福祉に関する学科」において履修する科目の例としては次のようなものがある。
- 介護系（介護科など）
  - 「社会福祉実習」「基礎介護」

## 教職課程

### 平成31年度以降の入学者
一種免許状を別表第一で授与申請するためには、学士の学位を有し、教科及び教科の指導法に関する科目24単位以上、教育の基礎的理解に関する科目等23単位以上、大学が独自に設定する科目12単位以上（以上を含め、教科及び教職に関する科目として59単位以上）、教育職員免許法施行規則第66条の6に定める科目8単位以上と規定されている。
なお、他教科の高等学校一種免許状を有している者が、福祉の免許状を別表第4で授与申請する場合、教科及び教科の指導法に関する科目24単位以上の部分を充足できれば教育職員検定により、授与申請が可能である。以下に、福祉に係わる「教科及び教科の指導法に関する科目」を提示する。なお、ここでの「科目事例」は、社会福祉士#指定科目で表示している科目事例に准じて表示している。科目事例中、「教科に関する専門的事項」の部分で太字で表記されたものは、「一般的包括的内容を含む」という条件を満たすものとして、必履修となり、太字でない科目と太字のうち、トータルで20単位を超過した分は、別表第1の場合、「大学が独自に設定する科目」へ流用できる。

#### 教科及び教科の指導法に関する科目（第2欄）
| 教科及び教科の指導法に関する科目 | 教科に関する専門的事項                           | 各科目に含めることが必要な事項                                                   | 必履修単位数 | 科目名事例                                                               |
| -------------------------------- | ------------------------------------------------ | -------------------------------------------------------------------------------- | ------------ | ------------------------------------------------------------------------ |
| 教科及び教科の指導法に関する科目 | 教科に関する専門的事項                           | 社会福祉学(職業指導を含む。)                                                     | 1以上        | 社会福祉原論(職業指導を含む)                                             |
| 教科及び教科の指導法に関する科目 | 教科に関する専門的事項                           | 高齢者福祉、児童福祉及び障害者福祉                                               | 1以上        | 高齢者福祉論、児童・家庭福祉論、障害者福祉論                             |
| 教科及び教科の指導法に関する科目 | 教科に関する専門的事項                           | 社会福祉援助技術                                                                 | 1以上        | 社会福祉援助技術総論、 社会調査の基礎、 福祉経営論、福祉行財政と福祉計画 |
| 教科及び教科の指導法に関する科目 | 教科に関する専門的事項                           | 介護理論および介護技術                                                           | 1以上        | 介護概論、介護技術                                                       |
| 教科及び教科の指導法に関する科目 | 教科に関する専門的事項                           | 社会福祉総合実習 （社会福祉援助実習及び社会福祉施設等 における介護実習を含む。） | 1以上        | 介護実習事前事後指導、介護実習                                           |
| 教科及び教科の指導法に関する科目 | 教科に関する専門的事項                           | 人体構造及び日常生活に関する理解                                                 | 1以上        | 医学一般、生活行動と人体                                                 |
| 教科及び教科の指導法に関する科目 | 教科に関する専門的事項                           | 加齢および障害に関する理解                                                       | 1以上        | 老年心理学、障害の理解                                                   |
| 教科及び教科の指導法に関する科目 | 各教科の指導法（情報機器及び教材の活用を含む。） | 各教科の指導法（情報機器及び教材の活用を含む。）                                 | 4以上        | 福祉科の指導法I、福祉科の指導法II                                        |

### 平成30年度までの入学者
「福祉」の教職課程については、高等学校の他の「教科」同様、別表第1で免許状の授与申請する場合は、教科に関する科目20単位以上、教職に関する科目が23単位以上、教科又は教職に関する科目が16単位以上となる。教科に関する科目は、大学によって、社会福祉士や介護福祉士の指定科目と共通にしているケースもあり、それゆえに履修すべき科目が広範囲に及び、かつ社福士の各指定科目における必須単位数に併せるため、「一般的包括的内容を含む」という条件を充足するために、必履修となる科目および単位数が他教科に比べて多くなる傾向にある。よって、「一般的包括的内容を含む」科目だけで、「教科又は教職に関する科目」部分の単位まですべて充足し、なおかつ大きく超過する場合もある。
因みに、他の専門教科にみられる「職業指導」については、本教科については単独の科目区分とはされておらず、「社会福祉学(職業指導を含む。)」という設定がなされており、その区分内で単独の科目として設定することも可能だが、区分に含めるべき科目に職業指導に関する内容を包括して、「○○(職業指導を含む)」という科目名称にするなどして、「一般的包括的内容を含む」という条件を充足する課程認定をされることによって、単独履修が不要なケースとがある。
2011年度から2018年度までの入学者に適用される「教科に関する科目」
2009年に告示された高等学校学習指導要領及び特別支援学校高等部学習指導要領により、教育職員免許法施行規則が改正され、2011年入学者より、科目区分が2つ増え、以下の7科目区分とされた。科目事例中、太字で表記されたものは、「一般的包括的内容を含む」という条件を満たすものとして、必履修となり、太字でない科目と太字のうち、トータルで20単位を超過した分は、別表第1の場合、「教科又は教職に関する科目」へ流用できる。なお、ここでの「科目事例」は、社会福祉士#指定科目で表示している科目事例に准じて表示している。
| 教育職員免許法施行規則 に規定する科目                                            | 必履修単位数 | 科目名事例                                                               |
| -------------------------------------------------------------------------------- | ------------ | ------------------------------------------------------------------------ |
| 社会福祉学(職業指導を含む。)                                                     | 1以上        | 社会福祉原論(職業指導を含む)                                             |
| 高齢者福祉、児童福祉及び障害者福祉                                               | 1以上        | 高齢者福祉論、児童・家庭福祉論、障害者福祉論                             |
| 社会福祉援助技術                                                                 | 1以上        | 社会福祉援助技術総論、 社会調査の基礎、 福祉経営論、福祉行財政と福祉計画 |
| 介護理論および介護技術                                                           | 1以上        | 介護概論、介護技術                                                       |
| 社会福祉総合実習 （社会福祉援助実習及び社会福祉施設等 における介護実習を含む。） | 1以上        | 介護実習事前事後指導、介護実習                                           |
| 人体構造及び日常生活に関する理解                                                 | 1以上        | 医学一般、生活行動と人体                                                 |
| 加齢および障害に関する理解                                                       | 1以上        | 老年心理学、障害の理解                                                   |

2001年度から2010年度までの入学者に適用される「教科に関する科目」
2003年の高等学校学習指導要領施行に先立ち、教育職員免許法施行規則が改正され、2001年度より教職課程が始まり、当初は、以下の5科目区分とされていた。科目事例中、太字で表記されたものは、「一般的包括的内容を含む」という条件を満たすものとして、必履修となり、太字でない科目と太字のうち、トータルで20単位を超過した分は、別表第1の場合、「教科又は教職に関する科目」へ流用できる。なお、ここでの「科目事例」は、社会福祉士#指定科目で表示している科目事例に准じて表示している。
| 教育職員免許法施行規則 に規定する科目                                            | 必履修単位数 | 科目名事例                                                                                     |
| -------------------------------------------------------------------------------- | ------------ | ---------------------------------------------------------------------------------------------- |
| 社会福祉学(職業指導を含む。)                                                     | 1以上        | 社会福祉原論(職業指導を含む)、 社会福祉法制、社会保障論                                        |
| 高齢者福祉、児童福祉及び障害者福祉                                               | 1以上        | 高齢者福祉論、児童・家庭福祉論、障害者福祉論                                                   |
| 社会福祉援助技術                                                                 | 1以上        | 社会福祉援助技術総論、社会調査の基礎、 医学一般、福祉心理学、 福祉経営論、福祉行財政と福祉計画 |
| 介護理論および介護技術                                                           | 1以上        | 介護概論                                                                                       |
| 社会福祉総合実習 （社会福祉援助実習及び社会福祉施設等 における介護実習を含む。） | 1以上        | 介護実習事前事後指導、介護実習                                                                 |

上述した科目事例中、例えば、「医学一般」は、2011年度以降入学者と2010年度までの入学者とでは科目区分が異なっているが、課程認定の問題で、新科目区分に読替を行った場合(あるいは授与申請の問題で新しい区分に切り替えなければならない場合)、2010年度以前入学者については、新科目区分に包括される科目として使えないケースも存在する（大学の判断と都道府県教育庁の履修指導を要する）。